# Pracownik socjalny
Pracownik socjalny – zawód, w którego zakresie leży działalność w środowiskach społecznych, gdzie znajdują się jednostki wymagające pomocy w usamodzielnieniu, odzyskaniu lub umocnieniu zdolności do funkcjonowania w społeczeństwie.

## Specyfika zawodu
Za najstarszą i najbardziej podstawową wartość w pracy socjalnej uznawana jest godność osoby ludzkiej.
Praca socjalna jest działalnością o charakterze pomocowym. Podstawowym jej celem jest niesienie pomocy ludziom w znajdującym się w różnych sytuacjach, nie tylko związanych z problemami materialnymi, ale także psychicznymi, emocjonalnymi czy duchowymi.
Ma on integrować działania wokół rodziny oraz jej środowiska społecznego i lokalnego. Praca jego ma na celu pedagogizowanie działań wsparcia oraz stosowanie profilaktyki, której zadaniem jest uzupełnić system polityki społecznej kierowanej do rodziny i osób samotnych.
Powinien on zadbać o zapewnienie swoim klientom podstawowych warunków do życia poprzez pomoc:
- finansową,
- rzeczową,
- emocjonalną.

Pracownik socjalny powinien również przyczyniać się do wzmacniania zdolności swoich klientów do samodzielnego rozwiązywania własnych problemów oraz aktywizować zawodowo i społecznie, w czym współpracuje z doradcą zawodowym i psychologiem oraz innymi członkami zespołu interdyscyplinarnego.

## Formy działań
Praca socjalna może przyjmować różne formy, od pomocy doraźnej, po długofalowe działania skierowane na wspieranie rozwoju jednostek, grup i całych społeczności.
Jako najważniejsze formy pracy socjalnej wymienia się:
1. ratownictwo, rozumiane jako działalność doraźna będąca natychmiastową reakcją na zaistniałą kryzysową sytuację. Przykładem ratownictwa jest organizacja schronienia dla ofiar powodzi lub działalność noclegowni dla bezdomnych.
2. opieka, czyli działalność zindywidualizowana, obejmująca te wszystkie sytuacje życiowe, w których ludzie nie są w stanie poradzić sobie w obliczu zdarzeń losowych czy choroby. Z tą formą pracy socjalnej mamy do czynienia np. w ośrodkach dla osób przewlekle chorych, domach małego dziecka.
3. pomoc, czyli działania, mające wspierać prawidłowy rozwój osób zarówno zagrożonych socjalnie, jak i wszystkich członków danej społeczności. Przykładem takiej działalności są kluby seniora, poradnie społeczno-zawodowe, świetlice socjoterapeutyczne.
4. kompensacja polegającą na wyrównywaniu braków, utrudniających prawidłowy rozwój i funkcjonowanie.

W Polsce pracownik socjalny może być zatrudniony w:
- regionalnym ośrodku polityki społecznej
- powiatowym centrum pomocy rodzinie
- ośrodku pomocy społecznej (miejskim lub gminnym)
- organizacji pozarządowej
- centrum integracji społecznej
- klubie integracji społecznej
- ośrodku interwencji kryzysowej
- domu pomocy społecznej
- innych jednostkach pomocy społecznej
- placówce służby zdrowia
- zakładzie karnym.

Ponieważ pracownik socjalny pracuje w środowisku, ale także w placówkach stacjonarnych, takich jak m.in.: dom pomocy społecznej. Praca socjalna jest usługą świadczoną zwłaszcza w środowisku zamieszkania klienta, którego wspiera i to dlatego z jego pracą wiążą się zagrożenia wynikające z przebywania z osobami uzależnionymi, zakażonymi wirusem HIV, chorymi na różne choroby zakaźne, cierpiącymi na zaburzenia psychiczne lub przebywającymi wcześniej w zakładzie karnym. Oprócz możliwości zarażenia się chorobami zakaźnymi jest on narażony także na pobicie czy inną przemoc fizyczną, co może przyczynić się do powstania u niego różnego rodzaju obciążeń psychicznych, czemu ma przeciwdziałać m.in. superwizja. Superwizja pracy socjalnej to instytucja utworzona na mocy przepisu art. 1 pkt 26 ustawy z 8 marca 2011 r. o zmianie ustawy o pomocy społecznej oraz ustawy o świadczeniach opieki zdrowotnej finansowanych ze środków publicznych. Instytucja superwizji pracy socjalnej utworzona na podstawie tego przepisu weszła w życie z dniem 31 grudnia 2013 r.
Pracownikowi socjalnemu podczas wykonywania czynności przysługuje ochrona prawna przewidziana dla funkcjonariuszy publicznych.
Osoba pracująca w tej grupie zawodowej powinna posiadać wiedzę z:
- socjologii (analiza i ocena zjawisk)
- pedagogiki (np. wpływ na zmianę sytuacji życiowej osoby, rodziny lub grupy)
- psychologii (np. interwencja socjalna, wsparcie osób uzależnionych od alkoholu i środków psychoaktywnych w zmianie sytuacji życiowej)
- podstaw medycyny
- prawa (np. umiejętność stosowania przepisów związanych z pomocą społeczną, KPA)
- animacji lokalnej (np. programy aktywności lokalnej – PAL)
- ekonomii (np. prowadzenie treningów budżetowych i zasad prowadzenia zrównoważonego budżetu domowego klientów pomocy społecznej)
- ekonomii społecznej (np. zasadach funkcjonowania podmiotów ekonomii społecznej, zatrudnieniu socjalnym)
- zarządzania.

## Literatura
- Brągiel J., Kurcz A., Pracownik socjalny. Wybrane problemy zawodu w okresie transformacji społecznej, Uniwersytet Opolski, 2002 ISBN 83-88796-92-5
- Granosik M., Profesjonalny wymiar pracy socjalnej, Wyd. Śląsk, Katowice 2006, ISBN 978-83-7164-473-3
- Grzybek G., Etyczne podstawy pracy socjalnej, wyd. ATH, Bielsko-Biała 2007, ISBN 83-89086-49-2
- Grzybek G., Podstawy pracy socjalnej. Ujęcie antropologiczno-etyczne, wyd. ATH, Bielsko-Biała 2006, ISBN 83-89086-63-8
- Krzesińska-Żach B., Człowiek w sytuacji zagrożenia jako podmiot oddziaływań pracownika socjalnego, Trans Humana, 2006, ISBN 83-89190-66-4
- Lalak D., Pilch T., Elementarne pojęcia pedagogiki społecznej i pracy socjalnej, Żak Wydawnictwo Akademickie, 1999, ISBN 83-88149-12-1
- Piekut-Brodzka D., Kuczyńska-Kwapisz J., Pedagogika specjalna dla pracowników socjalnych, WAPS, 2004, ISBN 83-89600-00-5
- Sierpowska I., Prawo pomocy społecznej. Przepisy z wprowadzeniem, Wolters Kluwer Polska - OFICYNA, Kraków, 2007, ISBN 978-83-7526-054-0